# Arcidiocesi di Semarang
L'arcidiocesi di Semarang (in latino Archidioecesis Semarangensis) è una sede metropolitana della Chiesa cattolica in Indonesia. Nel 2022 contava 378.207 battezzati su 22.624.722 abitanti. È retta dall'arcivescovo Robertus Rubiyatmoko.

## Territorio
L'arcidiocesi comprende la parte orientale della provincia indonesiana di Giava Centrale (eccetto le reggenze di Blora e di Rembang, che appartengono alla diocesi di Surabaya) e la regione speciale di Yogyakarta.
Sede arcivescovile è la città di Semarang, dove si trova la cattedrale del Santo Rosario.
Il territorio è suddiviso in 109 parrocchie.

## Storia
Il vicariato apostolico di Semarang fu eretto il 25 giugno 1940 con la bolla Vetus de Batavia di papa Pio XII, ricavandone il territorio dal vicariato apostolico di Batavia (oggi arcidiocesi di Giacarta).
Il 3 gennaio 1961 il vicariato apostolico è stato elevato al rango di arcidiocesi metropolitana con la bolla Quod Christus di papa Giovanni XXIII.

## Cronotassi dei vescovi
Si omettono i periodi di sede vacante non superiori ai 2 anni o non storicamente accertati.
- Albert Soegijapranata, S.I. † (1º agosto 1940 - 23 luglio 1963 deceduto)
- Justinus Darmojuwono † (10 dicembre 1963 - 3 luglio 1981 ritirato)
- Julius Riyadi Darmaatmadja, S.I. (19 febbraio 1983 - 11 gennaio 1996 nominato arcivescovo di Giacarta)
- Ignatius Suharyo Hardjoatmodjo (21 aprile 1997 - 25 luglio 2009 nominato arcivescovo coadiutore di Giacarta)
- Johannes Maria Trilaksyanta Pujasumarta † (12 novembre 2010 - 10 novembre 2015 deceduto)
- Robertus Rubiyatmoko, dal 18 marzo 2017

## Statistiche
L'arcidiocesi nel 2022 su una popolazione di 22.624.722 persone contava 378.207 battezzati, corrispondenti all'1,7% del totale.
| anno | popolazione | popolazione | popolazione | presbiteri | presbiteri | presbiteri | presbiteri                | diaconi | religiosi | religiosi | parrocchie |
| anno | battezzati  | totale      | %           | numero     | secolari   | regolari   | battezzati per presbitero | diaconi | uomini    | donne     | parrocchie |
| ---- | ----------- | ----------- | ----------- | ---------- | ---------- | ---------- | ------------------------- | ------- | --------- | --------- | ---------- |
| 1950 | 47.013      | 10.000.000  | 0,5         | 80         | 15         | 65         | 587                       |         | 111       | 296       | 23         |
| 1970 | 203.895     | 14.886.760  | 1,4         | 209        | 42         | 167        | 975                       |         | 338       | 546       |            |
| 1980 | 302.094     | 16.790.000  | 1,8         | 226        | 62         | 164        | 1.336                     |         | 492       | 543       |            |
| 1990 | 423.840     | 28.773.000  | 1,5         | 267        | 76         | 191        | 1.587                     |         | 585       | 915       | 79         |
| 1999 | 483.494     | 18.762.941  | 2,6         | 313        | 121        | 192        | 1.544                     | 1       | 646       | 1.130     | 88         |
| 2000 | 483.283     | 18.762.941  | 2,6         | 316        | 124        | 192        | 1.529                     | 1       | 596       | 1.178     | 88         |
| 2001 | 488.362     | 19.038.000  | 2,6         | 330        | 133        | 197        | 1.479                     |         | 668       | 1.237     | 89         |
| 2002 | 493.926     | 19.056.082  | 2,6         | 324        | 130        | 194        | 1.524                     |         | 687       | 1.214     | 89         |
| 2003 | 512.959     | 19.056.082  | 2,7         | 338        | 136        | 202        | 1.517                     |         | 667       | 1.213     | 85         |
| 2004 | 503.597     | 19.056.082  | 2,6         | 344        | 142        | 202        | 1.463                     |         | 666       | 1.213     | 87         |
| 2010 | 410.062     | 20.391.000  | 2,0         | 403        | 169        | 234        | 1.017                     |         | 794       | 1.238     | 91         |
| 2012 | 499.200     | 20.812.000  | 2,4         | 383        | 174        | 209        | 1.303                     |         | 737       | 1.177     | 98         |
| 2017 | 391.611     | 22.042.176  | 1,8         | 320        | 174        | 146        | 1.223                     |         | 684       | 1.077     | 101        |
| 2020 | 417.224     | 22.188.909  | 1,9         | 451        | 195        | 256        | 925                       |         | 1.162     | 894       | 107        |
| 2022 | 378.207     | 22.624.722  | 1,7         | 703        | 204        | 499        | 537                       |         | 1.493     | 956       | 109        |